# Гашинці
45°20′ пн. ш. 18°19′ сх. д. / 45.33° пн. ш. 18.31° сх. д.
Гашинці (хорв. Gašinci) — населений пункт у Хорватії, в Осієцько-Баранській жупанії у складі громади Сатниця Джаковацька.

## Населення
Населення за даними перепису 2011 року становило 691 осіб.
Динаміка чисельності населення поселення:

## Клімат
Середня річна температура становить 10,97 °C, середня максимальна – 25,16 °C, а середня мінімальна – -6,04 °C. Середня річна кількість опадів – 720 мм.
| Клімат поселення                              | Клімат поселення | Клімат поселення | Клімат поселення | Клімат поселення | Клімат поселення | Клімат поселення | Клімат поселення | Клімат поселення | Клімат поселення | Клімат поселення | Клімат поселення | Клімат поселення | Клімат поселення |
| Показник                                      | Січ.             | Лют.             | Бер.             | Квіт.            | Трав.            | Черв.            | Лип.             | Серп.            | Вер.             | Жовт.            | Лист.            | Груд.            |                  |
| Середній максимум, °C                         | 5,66             | 7,96             | 12,58            | 17,10            | 22,19            | 25,16            | 25,03            | 24,58            | 20,58            | 15,24            | 9,36             | 5,40             |                  |
| Середня температура, °C                       | −0,2             | 2,10             | 6,73             | 11,24            | 16,34            | 19,30            | 21,01            | 20,58            | 16,57            | 11,24            | 5,32             | 1,40             |                  |
| Середній мінімум, °C                          | −6,04            | −3,74            | 0,88             | 5,39             | 10,49            | 13,46            | 17,02            | 16,56            | 12,56            | 7,20             | 1,30             | −2,6             |                  |
| Норма опадів, мм                              | 46               | 44               | 43               | 54               | 67               | 93               | 66               | 63               | 53               | 63               | 71               | 57               |                  |
| Середньомісячна швидкість вітру, м/с          | 2.10             | 2.32             | 2.60             | 2.50             | 2.26             | 2.10             | 2.02             | 1.90             | 1.88             | 1.91             | 2.07             | 2.12             |                  |
| Середньомісячна сонячна радіація, кДж/м²·день | 4290             | 6949             | 10911            | 15365            | 19186            | 21190            | 22180            | 20290            | 14966            | 9330             | 4888             | 3616             |                  |
| --------------------------------------------- | ---------------- | ---------------- | ---------------- | ---------------- | ---------------- | ---------------- | ---------------- | ---------------- | ---------------- | ---------------- | ---------------- | ---------------- | ---------------- |
| Джерело:                                      |                  |                  |                  |                  |                  |                  |                  |                  |                  |                  |                  |                  |                  |